# Авиационные происшествия Аэрофлота 1935 года

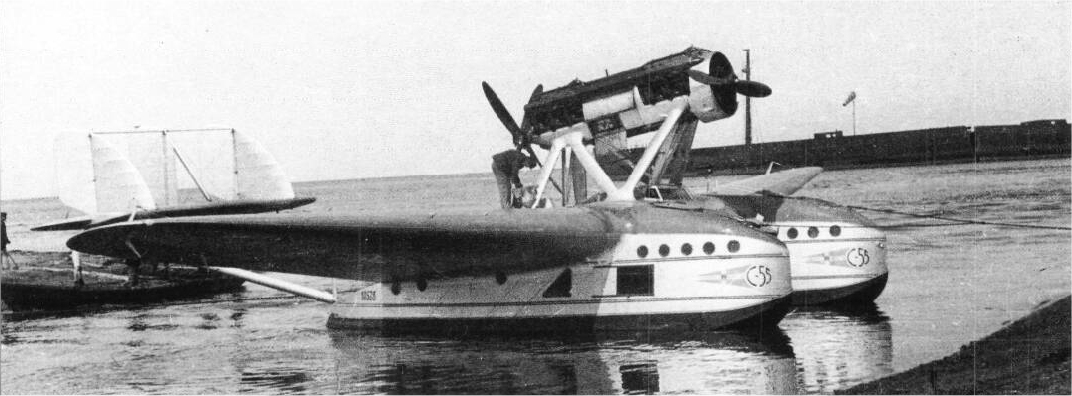
S.55 предприятия «Аэрофлот»

Авиационные происшествия и инциденты, включая угоны, произошедшие с воздушными судами Главного управления гражданского воздушного флота при Совете народных комиссаров СССР («Аэрофлот») в 1935 году.
По имеющимся данным, в этом году крупнейшая катастрофа с воздушными судами предприятия «Аэрофлот» произошла 26 июня в Нижнеамурской области близ посёлка Лазарев, когда летающая лодка Savoia-Marchetti S.55 из-за потери экипажем ориентировки отклонилась от трассы и врезалась в сопку, при этом погибли 12 человек (подробнее…).

## Список
Отмечены происшествия и инциденты, когда воздушное судно было восстановлено.
| Дата                  | Место                                                           | ВС      | Бортовой номер | Управление                                        | Жертв | Описание | И      |
| --------------------- | --------------------------------------------------------------- | ------- | -------------- | ------------------------------------------------- | ----- | --- | ------ |
| 11 января 1935 года   | 80 км ЮВ Актюбинска                                             | П-5     | Л1522          | Северо-Казахское                                  | 2/2   | При развороте в снегопаде потерял высоту и врезался в землю                                                               | [ 1 ]  |
| 25 февраля 1935 года  | 30 км ЮЗ Днепропетровска                                        | К-5     | Л619           | Украинское                                        | 1/2   | При полёте в тумане на малой высоте врезался в мачту ЛЭП                                                                  | [ 2 ]  |
| 26 февраля 1935 года  | Казань                                                          | П-5     | Л1057          | Московское                                        | 1/1   | При подходе к аэропорту в условиях тумана врезался в мачту радиостанции                                                   | [ 3 ]  |
| 10 марта 1935 года    | Слободчиково, Северный край                                     | Сталь-2 | Л1170          | Северное                                          | 3/3   | При полёте на малой высоте в условиях снегопада врезался в землю из-за дезориентации пилота                               | [ 4 ]  |
| 18 апреля 1935 года   | Челябинская область, совхоз «Магнитный», 30 км от Магнитогорска | АП      | А525           | Уральское                                         | 1/1   | В ходе аэросева из-за ошибок в пилотировании потерял скорость и свалился в штопор                                         | [ 5 ]  |
| 8 июня 1935 года      | Ивановка Красная, 20 км ЮВ Балашова                             | П-5     | Ш913           | 3-я объединённая школа пилотов и авиатехников ГВФ | 2/2   | Из-за ошибок в пилотировании, при пролёте облака вошёл в пике; при резком выходе из снижения разрушился от перегрузок     | [ 6 ]  |
| 22 июня 1935 года     | Казбегский район, гора Шино, 7 км ВЮВ Казбеги                   | П-5     | Л1734          | Закавказское                                      | 2/2   | После дезориентирования пилота и преждевременного снижения врезался в гору                                                | [ 7 ]  |
| 26 июня 1935 года     | Нижнеамурская область, верховье Тыми, СЗ Лазарева               | S.55    | Л840           | Дальневосточное                                   | 12/12 | Врезался в сопку после отклонения от трассы (подробнее…)                                                                  | [ 8 ]  |
| 5 июля 1935 года      | Чуйский район, ущелье Чон-Алмалы, 35 км ЮВ Токмака              | П-5     | Л1905          | Средне-Азиатское                                  | 1/1   | При пролёте перевала в СМУ зацепил склон горы и разрушился в воздухе                                                      | [ 9 ]  |
| 8 июля 1935 года      | 4 км Ю Сырта                                                    | П-5     | Л1890          | Северо-Казахское                                  | 1/1   | При полёте через грозу разрушился в воздухе от перегрузок                                                                 | [ 10 ] |
| 30 июля 1935 года     | Доран-Максуг, Файзабадский район, 12—15 км ЮЗ Файзабада         | F 13    | Л19            | Средне-Азиатское                                  | 1/1   | При полёте в горном районе попал в нисходящий поток и потеряв высоту врезался в гору                                      | [ 11 ] |
| 27 сентября 1935 года | Арсеньево                                                       | П-5     | Л1902          | Московское                                        | 1/1   | При посадке ночью на поле из-за ошибок в пилотировании врезался в землю                                                   | [ 12 ] |
| 25 ноября 1935 года   | горы Кызылтас, 190 км С Бертыса                                 | ПЛ-5    | Л1980          | Южно-Казахское                                    | 4/4   | При ночном полёте в СМУ из-за ошибок в пилотировании упал на землю                                                        | [ 13 ] |
| 16 декабря 1935 года  | Байкал                                                          | П-5     | Л1555          | Восточно-Сибирское                                | 2/2   | Вынужденная посадка на лёд после пожара двигателя; пилот и пассажир утонули, провалившись под лёд при следовании к берегу | [ 14 ] |